# Томь-Усинская ГРЭС
Томь-Усинская ГРЭС — крупнейшая тепловая электростанция юга Западной Сибири, включает в себя 9 энергоблоков суммарной установленной мощностью 1345,4 МВт. Расположена на юге Кемеровской области, в Притомском районе города Мыски, в 25 км от Новокузнецка. Предназначена для покрытия базисных нагрузок Кузбасской энергосистемы. Входит в Группу «Сибирская генерирующая компания» (СГК).

## История строительства
Строительство началось в 1953 году. На этой электростанции широко стали применять сборный железобетон. Пуска новой электростанции ждал весь Кузбасс: из-за недостатка электроэнергии не могли работать на полную мощность Сталинский алюминиевый завод, шахты и другие предприятия области.
6 ноября 1958 года Томь-Усинская ГРЭС дала промышленный ток. Мощность первого турбогенератора — 100 МВт.
Томь-Усинская ГРЭС стала одной из первых в стране и первой в Сибири электростанцией, построенной по схеме энергетических блоков, с центральным щитом управления блоками.
В 1963 году введён в работу блок № 6 мощностью 200 МВт — первый блок такой мощности в Сибири. В 1965 году мощность Томь-Усинской ГРЭС доведена до проектной — 1300 МВт.
В то время Томь-Усинская ГРЭС была самой мощной тепловой станцией в Сибири
В июне 2014 года введён в эксплуатацию реконструированный энергоблок № 5 с турбиной КТ-120-8,8-2М (производства ОАО «Силовые машины») мощностью (аттестованной) 121,4 МВт.
1 октября 2014 года введён в эксплуатацию реконструированный энергоблок № 4 с турбиной КТ-120-8,8-2М (производства ОАО «Силовые машины») мощностью (аттестованной) 124 МВт.

## Основные сооружения
- главный корпус I—II и III очередей;
- главный корпус блоков № 4, 5;
- объединенный вспомогательный корпус;
- служебный корпус;
- химводоочистка;
- маслосклад;
- объекты технического водоснабжения;
- сооружения систем золошлакоудаления;
- сооружения электрической части электростанции.

## Основные цеха

### КТЦ-100
Место расположения основного оборудования — главный корпус I—II очереди. Расположение турбогенераторов в машинном зале — продольное. Компоновка оборудования блочная, по схеме «два котла — турбина — генератор».
Пылеприготовление выполнено по схеме с промежуточным бункером угольной пыли. Каждый котлоагрегат оборудован двумя шаровыми барабанными мельницами производительностью 60,05 т/ч (для кузнецкого угля марки «Г»).
Дымососы (по два на каждый котлоагрегат) размещены в отдельном здании, расположенном вдоль главного корпуса, со стороны бункерного отделения. Дутьевые вентиляторы (по два на котлоагрегат) установлены в здании котельного отделения на отметке +0,00. Машинный зал обслуживается двумя мостовыми кранами грузоподъемностью 100/20 т. Дымовые газы отводятся в атмосферу через две дымовые трубы высотой по 120 м.
Растопочное мазутное хозяйство состоит из четырех наземных металлических резервуаров общей емкостью более 8000 м³ и двух мазутонасосных.
Система технического водоснабжения — прямоточная. Вода по двум открытым каналам от реки Томь поступает к двум береговым насосным станциям. От насосной станции № 1 вода подается по трём ниткам трубопроводов диаметром 3000 мм. Циркуляционная вода по двум закрытым безнапорным водоводам отводится к сбросному каналу.
Зола улавливается скрубберами типа МП-ВТИ с трубами Вентури. Все котлы электростанции оборудованы устройствами для непрерывного удаления шлака. Система золошлакоудаления I—II очереди электростанции раздельная (зола удаляется шламовыми насосами, шлак — багерными). Отвод золы и шлака осуществляется на золоотвал площадью 402 га. Система гидравлического золошлакоудаления — замкнутая, с оборотным водоснабжением. Осветленная вода поступает на насосную станцию осветленной воды, а от неё по напорному трубопроводу возвращается в систему гидрозолоудаления.
Управление оборудованием I—II очереди электростанции осуществляется с трёх блочных щитов.

### КТЦ-200
Место расположения основного оборудования — главный корпус III очереди. Расположение турбогенераторов в машинном зале — поперечное, тепловая схема — блочная. Пылеприготовление выполнено по схеме с промежуточным бункером угольной пыли. Каждый котлоагрегат оборудован двумя шаровыми барабанными мельницами производительностью 50 т/ч, двумя дымососами и двумя дутьевыми вентиляторами. Машинный зал обслуживается двумя мостовыми кранами грузоподъемностью 125/20 т, котельная — двумя, грузоподъемностью 50/10 т. Дымовые газы отводятся в атмосферу через две дымовые трубы высотой по 150 м.
Зола улавливается скрубберами типа МП-ВТИ с трубами Вентури. Все котлы электростанции оборудованы устройствами для непрерывного удаления шлака. Система золошлакоудаления III очереди электростанции совместная гидравлическая, оборудованная багерными насосами.
Управление энергоблоками III очереди производится с двух блочных щитов управления (один щит на два энергоблока).

### Химический цех
Водоподготовительная установка производительностью 160 т/ч работает по схеме полного трехступенчатого химического обессоливания с предварительной коагуляцией в осветлителях. Вода для подпитки тепловых сетей очищается по схеме H-катионирования с «голодной» регенерацией. Производительность установки — 150 т/ч.

### Цех топливоподачи
Топливное хозяйство включает:
- разгрузочное и размораживающее устройства;
- боковой вагоноопрокидыватель;
- открытый угольный склад ёмкостью 350 000 т;
- систему транспортерных галерей топливоподачи и узлов пересыпки.

Для I—II и III очередей электростанции предусмотрены индивидуальные системы топливоподачи.
Топливом для ТУ ГРЭС служат низкосортные газовые угли Кузнецкого бассейна и Хакасского месторождения.
Механизмы топливоподачи управляются с центрального щита управления топливоподачи. Процесс загрузки бункеров сырого угля полностью автоматизирован.

### Электрический цех
Выдача электрической мощности от электростанции осуществляется на напряжениях 110 и 220 кВ с открытых распределительных устройств (ОРУ), расположенных со стороны машинных залов главных корпусов.
Резервное питание собственного расхода обеспечивается тремя трансформаторами мощностью 31,5 МВА — двумя напряжением 110/6,3 кВ и одним напряжением 220/6,3 кВ.
Координация работы энергоблоков и управление оборудованием подстанции и линий электропередачи осуществляются с главного щита управления.

### Цех тепловой автоматики и измерений
Управление технологическими процессами и контроль за работой основного оборудования энергоблоков осуществляются централизованно с пяти блочных щитов управления.
На станции автоматизировано регулирование всех основных параметров энергетического оборудования, основных и вспомогательных технологических процессов и защита оборудования при аварийном отключении. Предусмотрены предупредительная и аварийная сигнализации при нарушении нормальной работы оборудования и хода технологических процессов.